# Mota Ulun (Becora)
Mota Ulun ist eine osttimoresische Aldeia der Landeshauptstadt Dili. Sie bildet ein Gebiet, das vom Rest des Territoriums des Sucos Becora (Verwaltungsamt Cristo Rei, Gemeinde Dili) abgetrennt ist. 2015 hatte Mota Ulun eine Einwohnerzahl von 1456.

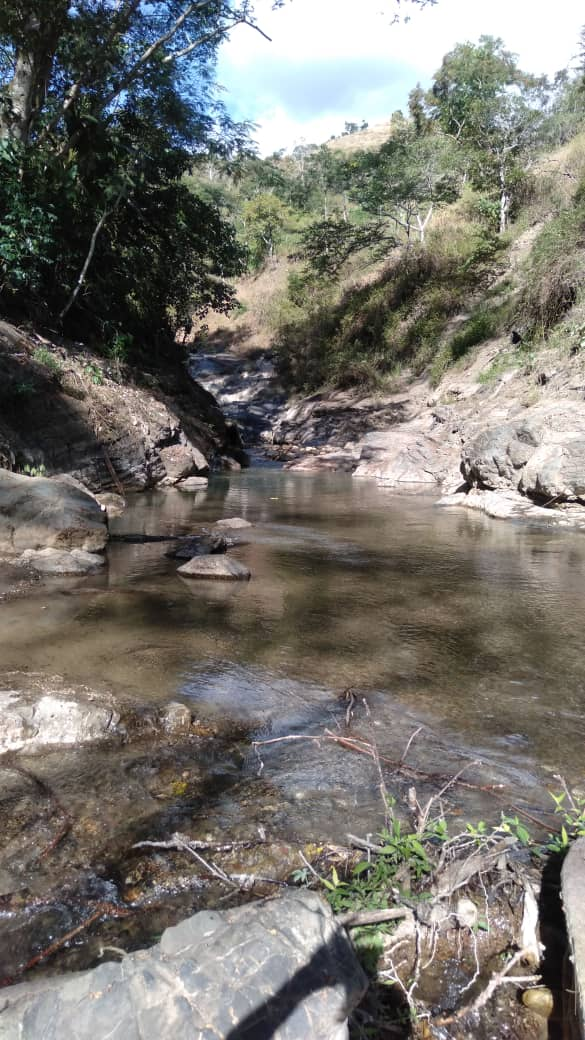
Der Benamauc in Mota Ulun

Westlich und südlich von Mota Ulun liegt der Suco Ailok, nördlich und östlich der Suco Camea. Der Benamauc, ein Quellfluss des Mota Claran, folgt der Ostgrenze. Der Fluss führt allerdings nur in der Regenzeit Wasser. Auf der anderen Seite des Ufers liegt der Ortsteil Karomate, der zu Camea gehört.